# Марківські джерела
Марківські джерела — гідрологічна пам'ятка природи місцевого значення. Розташована на території с. Марківка Томашпільського району Вінницької області. Оголошена відповідно до Рішення Вінницького облвиконкому від 29.08.1984 р. № 371. Охороняється Група великодебітних джерел ґрунтової води, які живлять і дають початок р. Марківка.